# Face to Face (chanson de Daft Punk)
Pour les articles homonymes, voir Face to Face.
Singles de Daft Punk
Harder, Better, Faster, Stronger
(2001) Something About Us
(2003)
Pistes de Discovery
Short Circuit Too Long
Face to Face est un single de musique électronique du groupe Daft Punk sorti en 2003. La chanson est issue de l'album Discovery.

## Samples et interprétation

### Contexte
Face to Face a été coproduit, co-écrit et présente une performance vocale du producteur américain de musique house Todd Edwards. Le groupe considérait Edwards comme l'une de leurs plus grandes influences, et souhaitait initialement travailler avec lui sur leur premier album, Homework. Le duo étant trop peu connu à l'époque, ils ne parviennent pas à convaincre Edwards.

### Samples
Il s'agit d'un des titres de Daft Punk contenant le plus de samples.
- Electric Light Orchestra - Evil Woman (1975)

- Electric Light Orchestra - Can't Get It Out of My Head (1974)

- Kenny Loggins et Jim Messina - House at Pooh Corner (1971)

- Kenny Loggins et Jim Messina - Be Free (1974)

- The Alan Parsons Project - Silence and I (1982)

- The Alan Parsons Project - Old and Wise (1982) (2 fois dans la chanson)

- Steppenwolf - Everybody's Next One (1968)

- Carrie Lucas - Sometimes a Love Goes Wrong (1979) (2 fois dans la chanson)

- Dave Mason - All Along the Watchtower (1974)

- Poco - Faith in the Families (1974)

- Firefall - Body and Soul (1982)

- Deborah Washington - The Letter (1978)

- Dan Fogelberg et Tim Weisberg - Tell Me to My Face (1978)

- Dan Fogelberg et Tim Weisberg - Lahaina Luna (1978)

- Dan Fogelberg et Tim Weisberg - Twins Theme (1978)

- Boz Scaggs - You Got Some Imagination (1980)

- The Doobie Brothers - South City Midnight Lady (1973)

- The Doobie Brothers - It Keeps You Runnin' (1976)

- Rockie Robbins - Nothing Like Love (1981)

- Herbie Mann - Jisco Dazz (1978)